# Unipotenta stamceller
Unipotenta stamceller finns i vuxna vävnader. De är den potensgrad med minst differentieringspotential hos stamceller. Till skillnad från totipotenta-, pluripotenta- och multipotenta stamceller, som kan ge upphov till ett brett spektrum av celltyper, så kan unipotenta stamceller endast differentieras till en enda celltyp. Men deras förmåga till självförnyelse är densamma, vilket gör att de har en stor terapeutisk potential.

## Utveckling
Unipotenta stamceller utvecklas från multipotenta stamceller. Multipotenta stamcell kan ge upphov till specialiserade celler i en viss typ av vävnad eller organ. Multipotenta stamceller utvecklas från toti- och pluripotenta som i stort sett kan ge upphov till alla celltyper. Alltså är unipotenta stamceller längst ner i kedjan och är därför kraftigt begränsade.

## Egenskaper
Hudceller som är i epitelet är de mest förekommande typerna av unipotenta stamceller. Därmed är behandling av hudskador dess största fördel. Genom att ta en del av patientens egna, oskadade hud kan ark av hud bildas för att sedan applicera på det skadade området. Den här metoden är framför allt viktig vid brännskador och skulle kunna minska den smärta som patienten tvingas genomgå under och efter läkeprocessen. En annan positiv sak med unipotenta stamceller är att vid behandling med stamceller blir det en betydligt mindre risk för att cellerna genererar fel typ av cell vid användning av unipotenta, då dessa enbart kan bilda en typ.

## Begränsningar
En stor begränsning med användningen av unipotenta stamceller är dock att det är väldigt tidskrävande. Det kan ta flera veckor att odla en tillräckligt stor bit hud. Men förbättrad forskning om deras ideala förutsättningar skulle förmodligen se till så att framgången för denna form av behandling växer.

## Fotnoter
1. 1 2  Explore Stem Cells, "Unipotent Stem Cells", Läst 2014-05-18.
2. ↑  National Institute of Health Arkiverad 14 november 2013 hämtat från the Wayback Machine., "The Stem Cell", Läst 2014-05-24.